# Château-du-Loir
Château-du-Loir korábbi község Franciaország Loire mente régiójában, Sarthe megyében. 2016. október 1-jén Montabon és Vouvray-sur-Loir korábbi községgel egyesült és az így létrejött Montval-sur-Loir új község része lett.
Lakosainak száma 4567 fő (2018. január 1.). Château-du-Loir Flée, Vouvray-sur-Loir, Dissay-sous-Courcillon, Luceau és Montabon községekkel határos.

## Népesség
A település népességének változása:
| Lakosok száma | 4750 | 6411 | 4614 | 4567 |
|               | 2013 | 2016 | 2017 | 2018 |